# Gastrotheca cornuta
Gastrotheca cornuta е дървесен вид жаба от семейство Hemiphractidae. Обитава Колумбия, Коста Рика, Еквадор и Панама. Нейните естествени местообитания са субтропичните и тропически влажни равнинни и планински гори. Видът е застрашен от изчезване.

## Описание
Размерите на възрастните екземпляри са около 7 – 8 cm. Главата е широка, а муцуната, погледната отгоре, е закръглена. Ирисът на окото е бронзов със зеленикав център, а на горния клепач има триъгълен връх. Кожата на гърба е гладка. Задните крака са дълги, а пръстите им са частично ципести. В долната част на гърба си, женската има торбичка, в която снася своите яйца.

## Разпространение и местообитание
Този вид жаби са нощни и се срещат в тропическите и ниски планински гори на Коста Рика, както и в Панама на склона на Атлантическия океан на височина между 300 и 700 m. В Колумбия, Еквадор и Панама може да се видят от страната на Тихия океан на височина между 90 и 1000 m над морското равнище.

## Размножаване
Яйцата на тези жаби са най-големите от на всички известни земноводни. Те се снасят в отделни камери в торбичката на женската.

## Статут
Видът е вписан като „застрашен“ в Червения списък на световнозастрашените видове. Броят им непрекъснато намалява и вече не се среща в Коста Рика и Панама на склона на Атлантическия океан. Той също е намалял и в Колумбия и Еквадор. Причините за това са болестта „chytridiomycosis“, обезлесяването и човешката дейност.